# فيل ويليامسون
فيل ويليامسون (بالإنجليزية: Phil Williamson)‏ مواليد 29 مايو 1965 في ماونت فيرنون، نيويورك، هو لاعب كرة مضرب أمريكي سابق بدأ مسيرته كمحترف سنة 1987 وكان يلعب باليد اليسرى. أعلى تصنيف له في الفردي كان المركز الـ 297 في سنة 1992. أعلى تصنيف له في الزوجي كان المركز الـ 138 في سنة 1989.